# Elizabeth Connell
Elizabeth Connell, detta Liza (Port Elizabeth, 22 ottobre 1946 – Londra, 18 febbraio 2012), è stata un soprano e mezzosoprano sudafricano, nota a livello internazionale soprattutto per i suoi ruoli in opere di Wagner, Strauss e Verdi.
Recitò inoltre in opere di Mendelssohn, Beethoven, Schrecker, ecc., calcando alcuni dei maggiori teatri quali soprattutto la Royal Opera House di Covent Garden, ma anche il Metropolitan di New York, il Teatro di Bayreuth, il Teatro La Scala di Milano, il Teatro Reale dell'Opera di Madrid, il Teatro dell'Opera di San Francisco, il Teatro dell'Opera di Sydney, ecc..

## Biografia
Elizabeth Connell era nata a Port Elizabeth, in Sudafrica, il 22 ottobre 1946 , figlia di genitori britannici (padre originario dello Yorkshire e madre originaria dell'Irlanda del Nord).
Dopo aver ottenuto il diploma in musica presso la University of Witwatersrand di Johannesburg, inizia a lavorare come insegnante di geografia.
Nel 1970, si trasferisce in Inghilterra, dove studia presso il London Opera Centre sotto la guida di Otakar Kraus, che le consiglia di dedicarsi inizialmente a ruoli da mezzosoprano , pur convinto che in seguito sarebbe diventata un soprano.
In seguito, si aggiudica il Premio Maggie Teyte per giovani musicisti. Tuttavia, per la "colpa" di essere una bianca sudafricana, trova inizialmente chiuse molte porte.
Fa quindi il proprio debutto professionale sulle scene nel 1972 in occasione del Festival di Wexford, dove interpreta il ruolo di Varvara nell'opera di Leoš Janáček Káťa Kabanová.
In seguito,  debutta nella Royal Opera House di Covent Garden (Londra), recitando nel 1976 come Viclinda nell'opera di Giuseppe Verdi I Lombardi alla prima crociata diretta da Lamberto Gardelli con Nikola Gjuzelev, Sylvia Sass, Robert Lloyd e José Carreras, e - nel 1980 - al Festival di Bayreuth, in Germania, interpretando il ruolo di Ortrud nel Lohengrin di Wagner con Hans Sotin, Siegfried Jerusalem e Bernd Weikl.
Sempre nel 1976 è Waltraute e la Seconda Norn ne Il crepuscolo degli dei diretta da Charles Mackerras a Glasgow per l'English National Opera e la Seconda Norn con Colin Davis (direttore d'orchestra), Siegmund Nimsgern ed Yvonne Minton al Covent Garden.
Nel 1978 a Londra è Federica D'Ostheim in Luisa Miller diretta da Lorin Maazel con Leo Nucci, Katia Ricciarelli, Luciano Pavarotti, Richard Van Allan e Robert Lloyd.
Nel 1979 al Teatro Regio di Torino è Geneviève in Pelléas et Mélisande (opera) diretta da Serge Baudo ed a Londra la Principessa Eboli in Don Carlo diretta da James Conlon con la Sass, Renato Bruson e Boris Christoff.
Nel 1981 a Bayreuth è Brangäne in Tristan und Isolde diretta da Daniel Barenboim con Matti Salminen e debutta al Teatro alla Scala di Milano come Ortruda in Lohengrin il 7 dicembre nella serata d'inaugurazione della stagione diretta da Claudio Abbado con Anna Tomowa-Sintow e Nimsgern.
Nel 1982 a Londra è Vitellia ne La clemenza di Tito diretta da Jeffrey Tate con Gösta Winbergh, John Tomlinson e la Minton.
Nel 1983, lascia i ruoli da mezzosoprano per quelli da soprano come Corine nella prima di Anacréon diretta da Gianandrea Gavazzeni con James King (tenore) ed Ugo Benelli e Fiordiligi nella prima di Così fan tutte diretta da Riccardo Muti con Ann Murray e Claudio Desderi alla Scala, la Messa di requiem (Verdi) diretta da Muti con Agnes Baltsa e Carreras al Teatro Comunale di Firenze ed Elettra in Idomeneo, re di Creta diretta da James Levine con Pavarotti, Lucia Popp e James Morris nel debutto al Festival di Salisburgo.
Nel 2000, è tra gli ospiti musicali della cerimonia d'apertura dei Giochi Olimpici di Sydney.
Si esibisce in pubblico per l'ultima volta il 27 novembre del 2011 a Hastings.
Muore nella sua casa di Richmond (Londra) il 18 febbraio 2012, all'età di 65 anni, a causa di un tumore.